# Monte Alegre de Goiás
Monte Alegre de Goiás é um município brasileiro do estado de Goiás.

## História
Até 1905, o distrito de Chapéu, antigo nome de Monte Alegre de Goiás, pertencia ao Termo de Arrayas. Em 1906, o Distrito foi elevado à Vila por meio da Lei nº 271, de 4 de julho de 1906, sancionada pelo presidente do Estado de Goyaz, Miguel da Rocha Lima, que possui a seguinte redação: "Faço saber que o Congresso decretou e eu sanciono a seguinte lei: Art. 1º - Fica elevado à categoria de villa, com a mesma denominação, o arraial do Chapéu, que constituirá um município com o distrito de Campos Belos."
Apesar de o IBGE informar que o Chapéu foi elevado à categoria de Município em 1947, o Semanário Official publicou em 5 de outubro de 1906, cópia da Ata de instalação do município, cujo trecho segue transcrito, respeitada a grafia original:
"Paço do Conselho Provisório do Município do Chapéu, em 7 de agosto de 1906. Exmo. Sr. coronel Miguel da Rocha Lima, Presidente do Estado. O Conselho abaixo assinado tem a honra de remeter a v. exa. a copia da ata de instalação deste município, que teve logar no dia de hoje, em sessão solene. (...) O sr. Presidente, com a palavra, fundamentou o motivo desta sessão e depois de serem lidos a lei n. 271, de 4 de julho próximo findo e o decreto n. 1704 de 16 do mesmo mês, o sr. presidente levantou-se e pronunciou as seguintes palavras: "Está installdo o município do Chapéu", depois de que levantou a sessão por 15 minutos, para a confecção desta ata."
A Ata é assinada pelo presidente do Conselho, Paulo Ignacio de Macedo, tendo como secretário, Francisco Antonio de Oliveira.
A frase a seguir não foi modificada em respeito ao seu criador e às informações constantes no site do IBGE.
A cidade foi elevado à categoria de município com a denominação de Chapéu em 1947 sendo renomeado em 1953 para a denominação atual.

## Geografia
Sua população estimada em 2013 é de 8.166 habitantes. Localizado na região nordeste do estado de Goiás, pertencendo a suas terra à microrregião denominada Chapada dos Veadeiros. Limita-se ao norte com o município de Arraias-To e Campos Belos de Goiás, ao sul com São Domingos e Nova Roma,ao leste com Divinópolis de Goiás e ao oeste com Cavalcante. Segundo dados do Programa das Nações Unidas para o Desenvolvimento, em 2010 o município possuía o sexto pior IDHM (0,615) do estado e ocupava a 3796ª posição entre os 5.565 municípios brasileiros.

### Clima
Segundo dados do Instituto Nacional de Meteorologia (Inmet), a temperatura mínima registrada em Monte Alegre de Goiás foi de 4,5 ºC, ocorrida no dia 9 de julho de 1972, enquanto que a máxima foi de 39,6 ºC, observada no dia 25 de outubro de 2012. A precipitação pluviométrica média do município é 1200mm por ano, sendo o maior acumulado de chuva registrado na cidade em 24 horas foi de 157,0 mm, em 2 de março de 1976.

## Festas
Em Monte Alegre de Goiás há vários festejos populares que seguem tradições religiosas. No mês de junho há  a festa do padroeiro da cidade, Santo Antônio, com as tradicionais "barraquinhas". Além disso, no mês do julho há o reinado da cachaça, uma espécie de carnaval fora de época e a festa de Nossa Senhora do Rosário e do Divino Espírito Santo que acontece há mais de 280 anos, trazendo devotos de vários lugares do Município e também do Estado.